# Gare de Kan-onji
La gare de Kan-onji (観音寺駅, Kan-onji-eki) est une gare ferroviaire de la ville de Kan'onji, dans la préfecture de Kagawa au Japon. La gare est gérée par la JR Shikoku.

## Situation ferroviaire
La gare de  est située au point kilométrique (PK) 56,5 de la ligne Yosan.

## Histoire
La gare de Kan-onji est inaugurée le 20 décembre 1913.

## Service des voyageurs

### Accès et accueil
La gare dispose d'un bâtiment voyageurs, avec guichet, ouvert tous les jours.

### Desserte
- Ligne Yosan :
  - voies 1 à 4 : direction Tadotsu, Okayama et Takamatsu ou direction Niihama et Matsuyama